# Phare de South Pass
Le phare de South Pass (en anglais : South Pass Light), ou  phare de Port Eads est un phare historique  situé sur Gordon's Island à South Pass, dans la Paroisse de Plaquemine en Louisiane. Il est désactivé depuis 2014 et marque l'une des principales entrées du delta du Mississippi dans le Golfe du Mexique.

## Histoire
En 1829, le Congrès américain affecta 40.000 dollars à la construction de deux phares à South Pass et à Southwest Pass, les deux principales entrées du fleuve Mississippi depuis le golfe du Mexique.
Le premier phare de South Pass, construit en 1831, consistait en une maison de gardien en bois surmontée d'une tour en bois. Winslow Lewis (en), l'entrepreneur préféré du gouvernement pour la construction de phares à l'époque, a reçu 19.150 $ pour ériger la structure et le phare de South Pass. Il a choisi de construire le phare sur Gordon's Island, du nom du collectionneur des douanes de la Nouvelle-Orléans, Martin Gordon. C'est Gordon qui a persuadé Lewis d'abandonner son plan original consistant à enfoncer des pieux dans le sol marécageux pour protéger les fondations au profit d'une base flottante constituée d'une grille quadrillée de bois équarries, projet qui finirait par s'avérer fatal au sol limoneux mouvant sous la fondation. Il fut mis en service le 15 mai 1832.
Au cours des quatre premières décennies de son existence, le phare a connu plusieurs incidents. En 1839, des rondins de bois flottant en aval ont déchaussé la demeure du gardien de ses pieux et, en 1841, toute la station a été détruite par un orage. L'année suivante, en 1842, son remplacement par une autre tour en bois fut construite sur la rive opposée du Mississippi. Cinq ans plus tard, elle était pourrie et aucune réparation n'était possible. En 1848, une troisième tour fut construite, une structure octogonale en bois d'où s’élevait une lanterne à dôme rond, au centre d'une habitation au toit escarpé, surmonté d'un porche soutenu par six colonnes en bois, rappelant les maisons de plantation franco-coloniales communes au sud de la Louisiane.
La lumière à South Pass est restée en état pendant la majeure partie de la décennie suivant. Comme la plupart des phares du sud, sa lumière a été éteinte par les Confédérés lors du déclenchement de la guerre de Sécession américaine en 1861, mais elle a été remise en service l'année suivante par les forces de l'Union, qui ont installé une lentille de Fresnel tournante de troisième ordre, peu après remplacée par une lentille de quatrième ordre.
La structure du phare s'était détériorée en 1867 et le United States Lighthouse Board, créé en 1852, demanda au Congrès américain la construction d'une nouvelle tour pouvant accueillir un phare maritime de première classe, car celui-ci était souvent le premier à être repéré par le trafic maritime devant de l'étranger. Un système de jetée en bois qui approfondissait les chenaux du fleuve à l'embouchure du Mississippi fut réalisé entre temps. À leur achèvement, le volume des échanges au port de La Nouvelle-Orléans a doublé, tandis que le village d'Eads s'agrandit autour du phare et devient Port Eads.
En 1879, le Congrès affecta 50.000 dollars à la construction d’une nouvelle tour à South Pass, qui utilisait les matériaux qui étaient initialement prévus pour le phare de Trinity Shoal en 1873, avant que le Conseil des phares ne change d’avis et installe un bateau-phare à sa place. La tour métallique à claire-voie, haute de 32 mètres et portant une lentille de Fresnel de premier ordre, était située à 30 mètres  au sud-est de la vieille tour. Elle fut mise en service le 25 août 1881. En 1900, la tour fut peinte en blanc avec une lanterne noire pouvant mieux être différenciée du phare de Southwest Pass.
La lentille de premier ordre a été remplacée par une Balise aérienne DCB-224 en 1951 et, en 1971, le phare a finalement été automatisé. La lentille d'origine de premier ordre est maintenant exposée au Louisiana State Museum (en) de Baton Rouge. Ce phare était la seule structure à Port Eads à avoir survécu à l'ouragan Katrina en août 2005. En fin de compte, le gouvernement fédéral a affecté environ 12 millions de dollars à la reconstruction et à l'agrandissement des installations de la marina de Port Eads, qui comprennent désormais des installations d'amarrage et de ravitaillement en carburant, chambres avec lits superposés avec salle de bain à louer, station de pesée et petit restaurant .

## Description
La tour de 1881 est un bâtiment conique, composé de huit piliers métalliques inclinés, qui contient un bâtiment technique à sa base entouré d'un escalier en colimaçon qui mène à la lanterne. Sa conception ressemble à celle de nombreuses autres tours côtières le long de la côte du golfe et du détroit de Floride (en particulier les nombreux phares au large des côtes des Florida Keys) telles que le phare d'Alligator Reef, le phare d'American Shoal, le phare de Ship Shoal, le phare de Fowey Rocks et le phare de Carysfort Reef. Comme dans ces autres phares, le cadre à ossature de fer de South Pass est renforcé par de nombreuses armatures de fer plus petites qui résistent de manière robuste au vent lors de fortes tempêtes et permettent simultanément au vent de traverser la structure. La lanterne massive était dimensionnée comme telle pour accueillir l’énorme objectif de premier ordre installé à l’origine.
Le phare actuel est une tour pyramidale à claire-voie de 35 m , peint en blanc avec une galerie et lanternes noires
Son feu à éclats émet, à une hauteur focale de 33 m, cinq flashs blancs par période de 60 secondes. Sa portée est de 14 milles nautiques (environ 26 km).
Identifiant : ARLHS : USA-774 ; ex-USCG : 4-0405 - ex-Admiralty : J3688.1 .

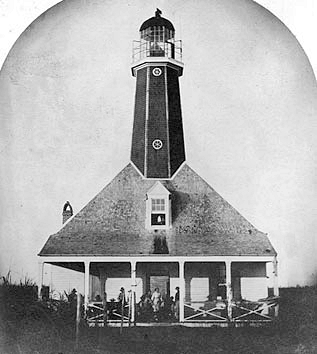
Le phare (1848)
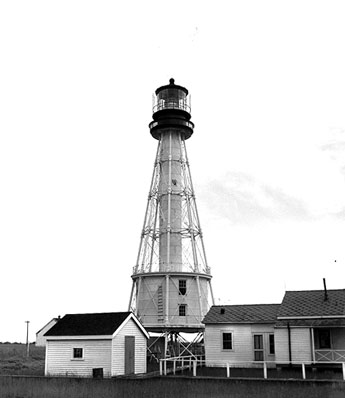
Le phare (1900)
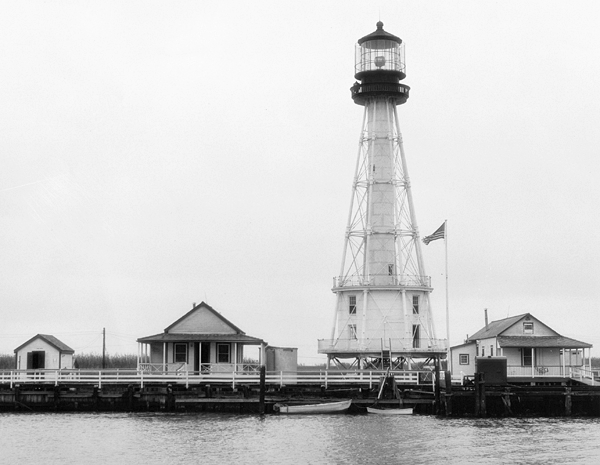
Le phare (1945)

### Lien connexe
- Liste des phares de la Louisiane